# الدوري الإيطالي 1929–30
الدوري الإيطالي الدرجة الأولى 1929–30 (بالإيطالية: Serie A 1929-1930)‏ هو موسم من الدوري الإيطالي الدرجة الأولى. أقيم خلال الفترة 6 أكتوبر 1929 وحتى 13 يوليو 1930، وفاز فيه نادي إنتر ميلانو.